# Meland
Meland är en kyrkby i Alvers kommun i Vestland fylke i västra Norge. Byn ligger vid fylkesväg 5308 på ön Holsnøy. Här finns Melands kyrka.
Tidigare har byn tillhört dåvarande Melands kommun.